# Чыгыртма
Чыгыртма (азерб. Çığırtma) — азербайджанское блюдо с яйцами. Слово чыгыртма (çığırtma) в названии блюда означает, что оно включает яйца. Чыгыртма в переводе с азербайджанского буквально означает «кричать». Считается, что блюдо названо так из-за звуков, которые издает мясо (или овощ) при готовке на раскаленном масле. Чыгыртма готовится из курицы, баклажанов, стручковой фасоли, шпината и баранины.

## Куриная чыгыртма
Основными ингредиентами куриной чыгыртмы (азерб. Toyuq çığırtması) являются курятина, лук, вода с лимоном, яйца, растительное или топлёное масло и специи.

### Приготовление
Курицу отваривают, затем кладут на сковороду и добавляют на нее измельчённый обжаренный лук, сок лимона, специи. Вливают немного бульона и кипятят 20 минут. К курице добавляются яйца и варится до готовности блюда. Цыплёнок-чыгыртма можно подавать с простым пловом, который известен как чыгыртма-плов.

## Чыгыртма из зелёной фасоли
Зеленая фасоль, лук, яйца, укроп, растительное масло и специи используются при приготовлении чыгыртмы из зелёной фасоли (азерб. Lobya çığırtması). Фасоль нарезается небольшими кусочками и отваривается. Яйца, измельчённый укроп и специи смешивают в миске, а затем добавляют к обжаренному луку с варёной фасолью.

## Чыгыртма из баклажанов
Основными ингредиентами чыгыртмы из баклажанов являются баклажаны, лук, топлёное масло, яйца, петрушка и специи. Нарезанные баклажаны солят и отжимают, чтобы удалить горький сок. К жареному луку добавляют баклажаны и варят, затем добавляют яйца. Перед подачей добавляют топлёное масло и зелень.

## Чыгыртма из фарша
Чыгыртма из фарша (азерб. Qiymə çığırtması) готовится из бараньего фарша, лука, топлёного масла, шафрана и яиц. Нарезанный укроп добавляется перед подачей на стол.

## Шпинатная чыгыртма
Шпинат, щавель, лук, яйца и топлёное масло — основные ингредиенты шпинатной чыгыртмы. К этому блюду подают простоквашу и измельчённую петрушку.

## Гянджинская чыгыртма
Эта версия чыгыртмы характерна для города Гянджа. Блюдо готовится из баранины, лука, топлёного масла, помидоров, зелени (кориандр и укроп) и специй. Мясо варится в бульоне в глубокой сковороде. Когда мясо готово, добавляем отдельно обжаренный лук и яйца. Смесь варить на медленном огне до готовности яиц. Перед подачей добавляют помидоры и зелень. Чыгыртму подают с простоквашей.